# Франц Ернст фон Харах-Рорау-Танхаузен
Франц Ернст фон Харах-Рорау-Танхаузен (на немски: Franz Ernst Graf von Harrach zu Rohrau und Thannhausen; на чешки: František Arnošt Harrach,* 13 декември 1799, Виена; † 26 февруари 1884, Ница), от старата австрийска фамилия фон Харах, е граф на Харах-Рорау и Танхаузен в Щирия, рицар на Орден на Златното руно от 1862 г.

## Произход
Той е вторият син на граф Ернст Кристоф фон Харах-Рорау-Танхаузен (1757 – 1838) и съпругата му графиня Мария Терезия Йозефа Анна Франциска Ксаверия Кристина фон Дитрихщайн-Николсбург-Прозкау (1771 – 1851), дъщеря на Франц де Паула фон Дитрихщайн (1731 – 1813) и фрайин Мария Каролина фон Райшах (1740 – 1782).
- Дворец Рорау в Долна Австрия
- Дворец Танхаузен в Щирия

## Фамилия
Франц Ернст се жени на 29 май 1827 г. във Виена за принцеса Анна фон Лобковиц (* 22 януари 1809, Виена; † 25 октомври 1881, Ашах на Дунав), дъщеря на 7. княз Йозеф Франц фон Лобковиц (1772 – 1816) и принцеса Мария Каролина фон Шварценберг (1775 – 1816), дъщеря на 5. княз Йохан I фон Шварценберг (1742 – 1742). Те имат четири деца:
- Йохан Непомук Франц (* 2 ноември 1828, Виена; † 12 декември 1909, Виена), 1896 г. рицар на Орден на Златното руно, женен I. на 2 август 1856 г. в Прага за Мария Маркета фон Лобковиц (* 13 юли 1837; † 2 септември 1870), II. на 15 октомври 1878 г. в Прага за Мария Терезия фон Турн и Таксис (* 7 януари 1856, Прага; † 20 август 1908, дворец Пруг); има общо 9 деца
- Ернст Бретислав Фридрих (* 8 октомври 1830, Виена; † 10 ноември 1837)
- Алфред Карл (* 9 октомври 1831, Прага; † 5 януари 1914, Опатия/Абация), женен на 26 юли 1869 г. във Виена за Анна фон Лобковиц (* 5 април 1847; † 25 ноември 1934); имат 5 деца
- Мария Терезия Елеонора Анна (* 14 август 1835; † 31 декември 1839)